# 曲靖府
曲靖府，明朝时设置的府。

曲靖府在云南省的位置（1820年）

洪武十五年（1382年）改曲靖路置，属云南等处承宣布政使司。治所在南宁县（今云南省曲靖市麒麟区）。辖境相当今云南省陆良、罗平两县以北，牛栏江上游以东地区。清朝辖境西部略有扩大，增领寻甸州。辖境当南盘江上游，水陆交通四达，为云南东部门户，明初傅友德、蓝玉、沐英等曾由此进取云南。下领二县、四州：南宁县、亦佐县、霑益州、陆凉州、马龙州、罗平州。
清朝时，曲靖府归入冲，繁，疲，难。下领二县、六州：南宁县、平彝县、霑益州、陆凉州、马龙州、罗平州、宣威州、寻甸州。民国二年（1913年），全国废府州厅改县，曲靖府废。

## 延伸阅读
[在维基数据编辑]
 《欽定古今圖書集成·方輿彙編·職方典·曲靖府部》，出自陈梦雷《古今圖書集成》